# Dejan Jakovic
Dejan Jakovic (Károlyváros, 1985. július 16. –) kanadai válogatott labdarúgó.
A kanadai válogatott tagjaként részt vett a 2009-es a 2015-ös és a 2017-es CONCACAF-aranykupán.

## Statisztika

### Válogatott
| Kanadai válogatott | Kanadai válogatott | Kanadai válogatott |
| Időszak            | Mérk.              | gól                |
| ------------------ | ------------------ | ------------------ |
| 2009               | 5                  | 0                  |
| 2010               | 3                  | 0                  |
| 2011               | 2                  | 0                  |
| 2012               | 1                  | 0                  |
| 2013               | 5                  | 0                  |
| 2014               | 1                  | 0                  |
| 2015               | 9                  | 0                  |
| Összesen           | 26                 | 0                  |

### Válogatott góljai
| # | Dátum           | Helyszín                      | Ellenfél       | Gólok | Eredmény | Kiírás                     |
| - | --------------- | ----------------------------- | -------------- | ----- | -------- | -------------------------- |
| 1 | 2017. július 7. | Red Bull Arena, Harrison, USA | Francia Guyana | 1–0   | 4–2      | 2017-es CONCACAF-aranykupa |